# Albini-Braendlin
O Albini-Braendlin foi um fuzil de tiro único de 11 mm adotado pela Bélgica em 1867. A ação do fuzil Albini foi projetada pelo oficial naval italiano Augusto Albini e foi aperfeiçoada por um armeiro inglês, Francis Braendlin. Inicialmente, houve atrasos e problemas na sua entrega, pois o fuzil parecia ter problemas no extrator e o fuzil Terssen foi adotado como medida temporária. Mas assim que o problema foi resolvido e a disponibilidade do Albini aumentou, o Terssen acabou sendo retirado de serviço. Os fuzis Albini foram eventualmente substituídos pelos fuzis belgas Comblain M1870 a partir da década de 1870.

## Características diferenciadoras
O fuzil tem uma ação de elevação frontal com dobradiças e um mecanismo que funciona em conjunto com o conjunto cão-batedor para travar e disparar simultaneamente o fuzil. O próprio bloco da culatra abriga o percussor longitudinal com mola que é atingido por um batedor cilíndrico, cuja extremidade traseira é presa ao cão por meio de um parafuso através da ponta do cão, e que passa longitudinalmente pela parte traseira do receptáculo atrás do percussor. Quando disparado, o batedor se move para a parte de trás do bloco da culatra, atingindo o percussor e travando o bloco no lugar na ignição. Tanto o batedor quanto o percussor se movem na mesma linha do cano do fuzil. Puxar o cão para trás retira o batedor do bloco da culatra, permitindo que ele seja levantado em seu pino de articulação por meio de um pequeno botão fixo no lado direito do bloco.